# St. Martin (Habkirchen)

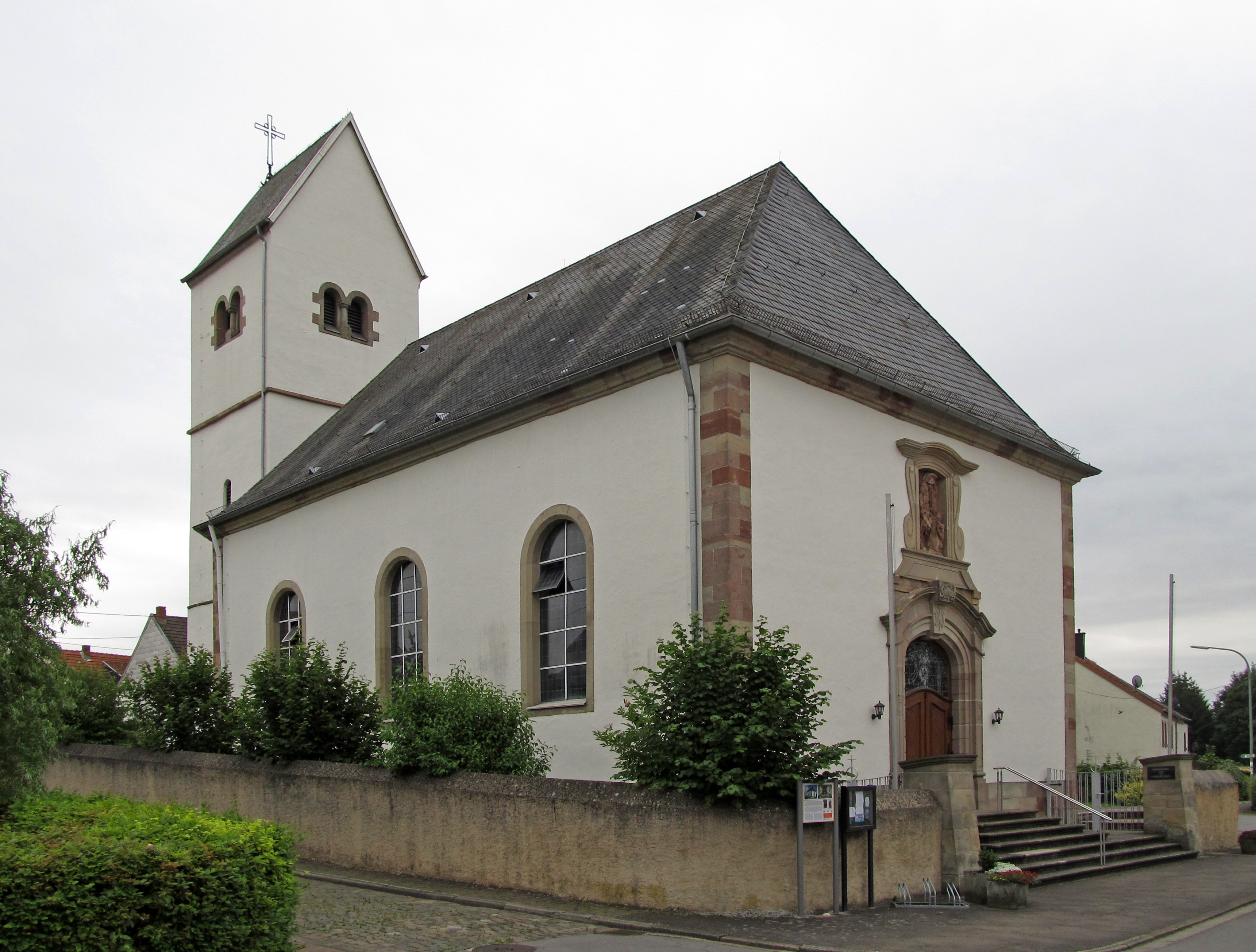
Die katholische Pfarrkirche St. Martin in Habkirchen

Die Kirche St. Martin ist eine katholische Pfarrkirche in Habkirchen, einem Ortsteil der Gemeinde Mandelbachtal, Saarpfalz-Kreis, Saarland. Kirchenpatron ist der heilige Martin. In der Denkmalliste des Saarlandes ist die Kirche als Einzeldenkmal aufgeführt.

## Geschichte
Erstmals erwähnt wurde die Kirche in einer aus dem Jahr 819 stammenden Urkunde. Es gilt aber als wahrscheinlich, dass das Gotteshaus noch viel älter ist. Hierfür spricht die Wahl des Kirchenpatrons St. Martin, der ein merowingisch-fränkischer Nationalheiliger war.
Unter den Reichsgrafen von der Leyen wurde das Kirchenschiff 1768 neu erbaut. Dabei entstanden der heutige Altarraum und die Seitenaltäre im Kirchenschiff. Im Chorraum des alten Kirchengebäudes – dem Untergeschoss des Chorturmes – wurde eine Sakristei eingerichtet.
Im Zweiten Weltkrieg erlitt das Kirchengebäude bei Kampfhandlungen im Winter 1939/40 und nochmals zwischen Dezember 1944 und März 1945 schwere Schäden. In den Jahren nach dem Krieg begannen, unter tatkräftiger Beteiligung der Bewohner Habkirchens, die Wiederaufbauarbeiten. Am 18. April 1948 konnte die neu aufgebaute Kirche durch den Speyrer Bischof Joseph Wendel eingeweiht werden. Der Turm wurde von 1949 bis 1950 unter Leitung des Architekten Nau (St. Ingbert) wieder aufgebaut und dabei um 6 Meter erhöht.
1962 wurde eine neue Sakristei gebaut. Eine Restaurierung der Kirche erfolgte 2005, wobei der Innenraum des Glockenturms umgebaut wurde. 2006 kam es zum Umbau der ehemaligen Sakristei im unteren Teil des Glockenturms. Dabei entstand eine „Werktagskapelle“.

## Architektur

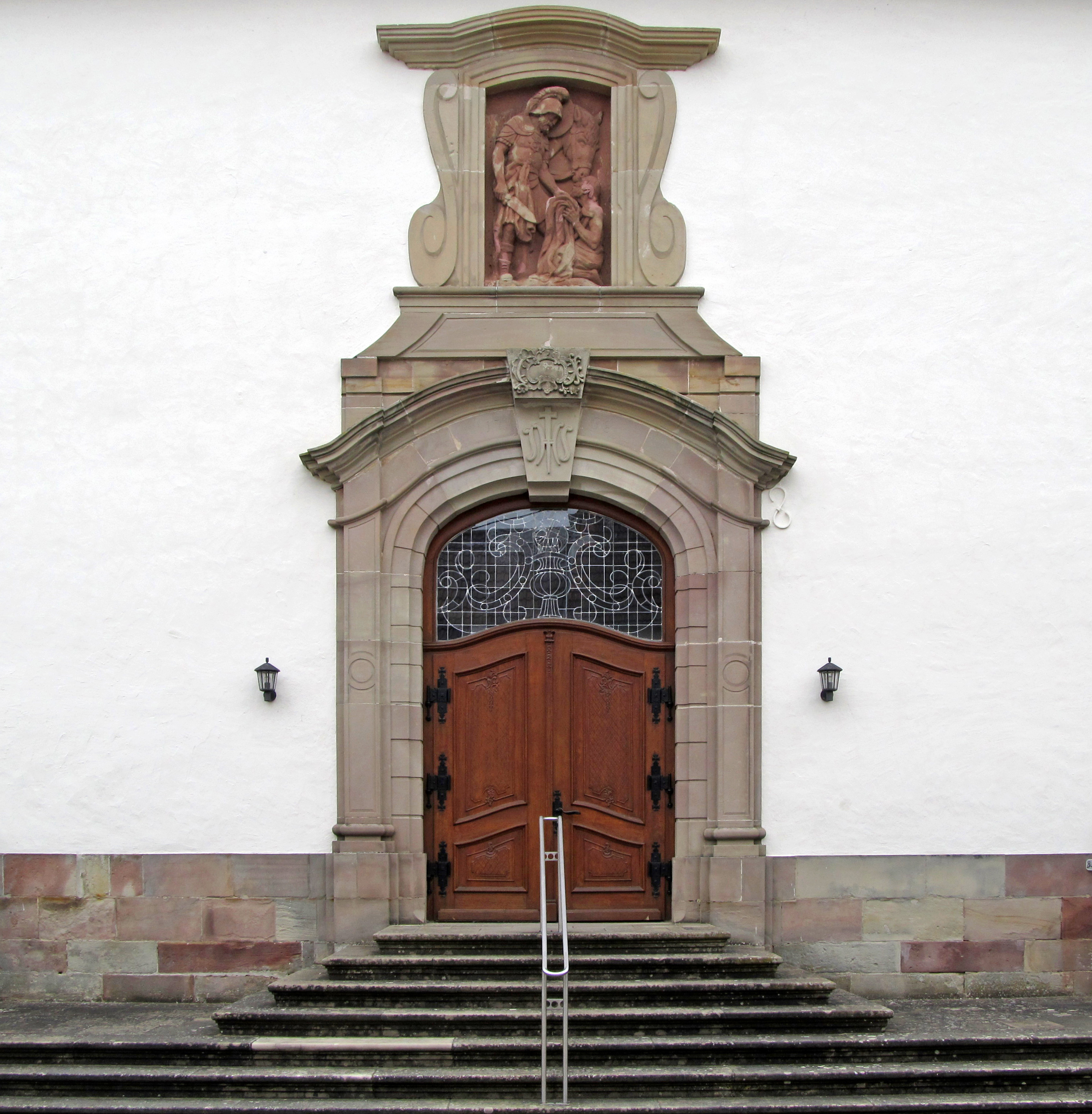
Eingangsportal

Bei dem Kirchenbau handelt es sich um eine Saalkirche mit drei Fensterachsen. An den dreiseitig geschlossenen Chor ist der Kirchturm angebaut. Über dem Eingangsportal befindet sich ein Sandsteinrelief, das den Kirchenpatron St. Martin und die Jahreszahl der Erbauung (1768) zeigt.

## Ausstattung

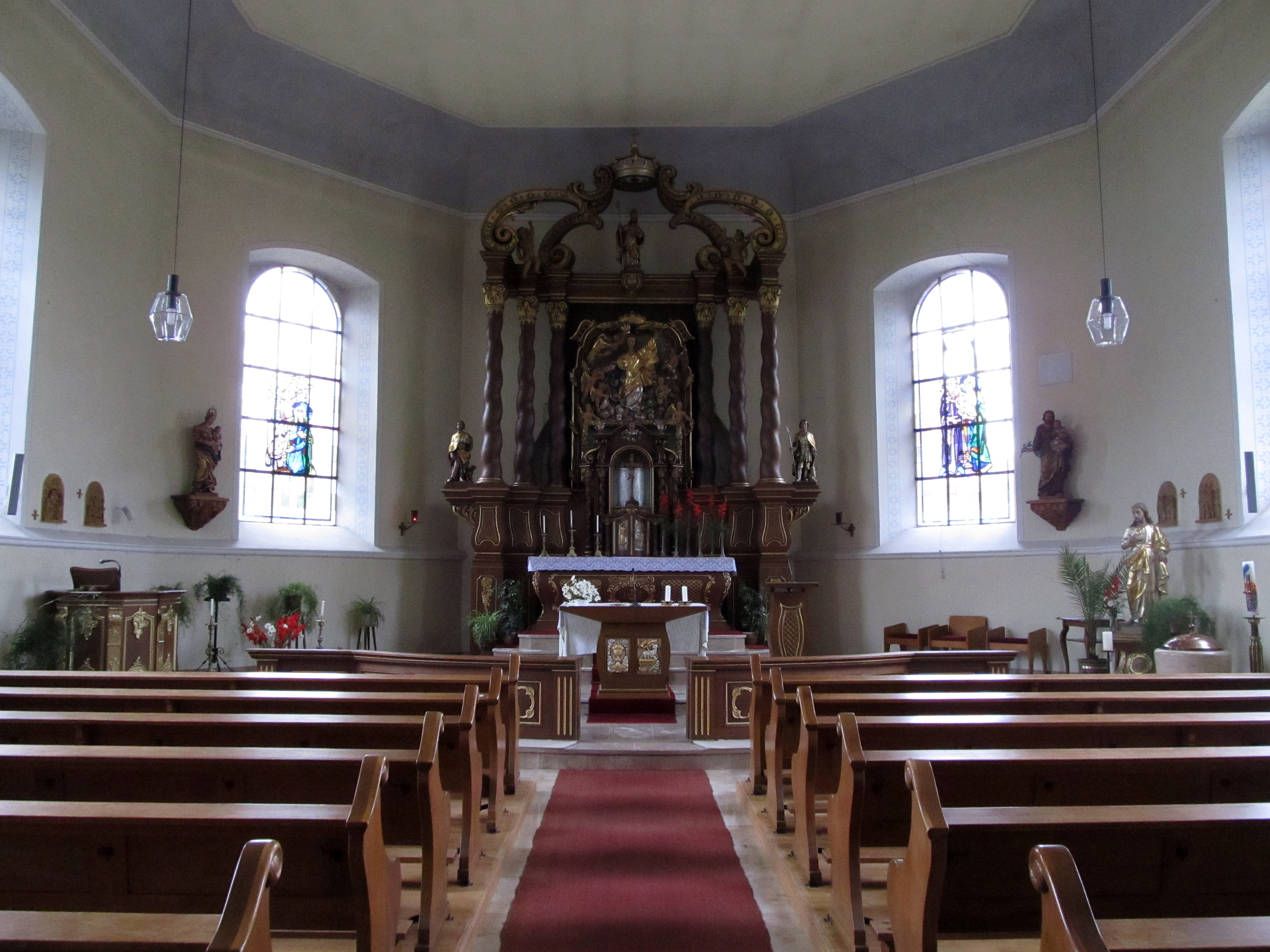
Blick ins Innere der Kirche

Im Kircheninneren zieht der Hochaltar, in den barocke Figuren der alten Einrichtung integriert sind, die Blicke auf sich. Eine Statue des Kirchenpatrons St. Martin steht direkt unter der Krone des Hochaltars, darunter eine Statue der Maria Himmelskönigin, die von Engeln umgeben ist. An den Außenseiten des Altaraufbaus sind Heiligenfiguren positioniert: auf der rechten Seite St. Wendelin, auf der linken St. Rochus. Die beiden Figuren, die sich in den ehemaligen Seitenaltären befunden haben (eine hl. Maria und ein hl. Josef), stehen nun auf Konsolen im Altarraum.

## Turm und Glocken
Der Turm der Kirche gehört zur Gruppe der sogenannten „Hornbacher Türme“ und erfuhr um das Jahr 1150 erstmals eine Erhöhung. Das Turm-Untergeschoss bildete den Chorraum der ersten Kirche. In ihm ist eine Sakramentsnische und ein Kreuzrippengewölbe aus dem 14. Jahrhundert erhalten geblieben. Außerdem wurden Wandmalereien im Turm, die ebenfalls aus dieser Zeit stammen, wieder freigelegt.
Im Turm befindet sich ein Geläut aus vier Bronzeglocken, die 1960 in der Glockengießerei Otto (Saarlouis) gefertigt wurden und folgende Namen tragen:
| Nr. | Name              | Ton  | Gewicht (kg) |
| 1   | Christkönig       | e1   | 1150         |
| 2   | Mariä Himmelfahrt | fis1 | 800          |
| 3   | St. Josef         | gis1 | 600          |
| 4   | St. Martin        | h1   | 410          |

## Orgel

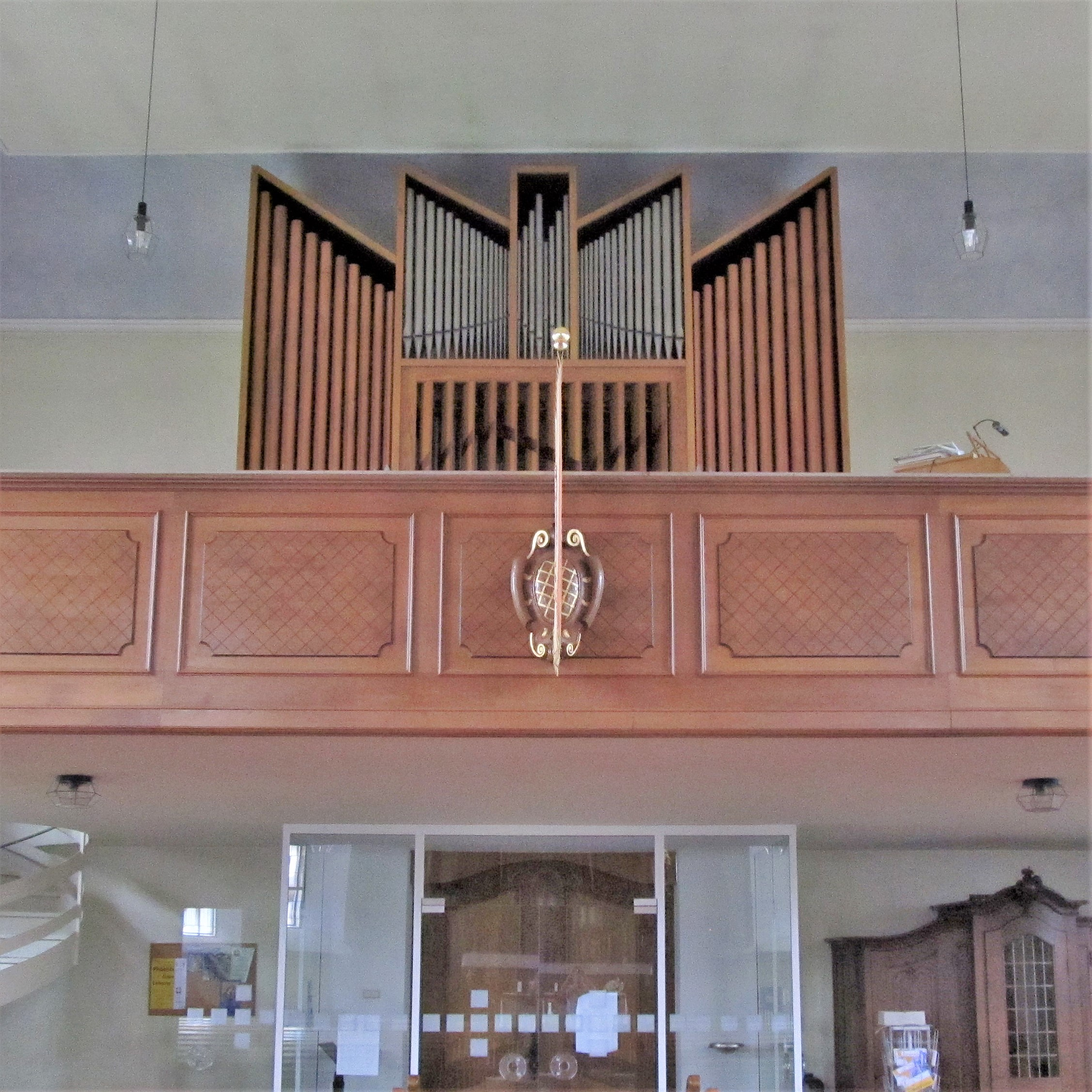
Orgelempore

Die Orgel der Kirche wurde 1964 von der Firma Hugo Mayer Orgelbau (Heusweiler) gebaut. Das Instrument mit 12 Registern, 2 Manualen und Pedal ist auf einer Empore aufgestellt und besitzt einen freistehenden Spieltisch. Das Schwellwerk ist als Brustschwellwerk angelegt. Die Windladen sind Schleifladen mit mechanischer Spiel- und elektrischer Registertraktur.
| I Hauptwerk C–g3 |            |       |
| 1.               | Principal  | 8′    |
| 2.               | Salicioal  | 8′    |
| 3.               | Rohrpommer | 4′    |
| 4.               | Salicet    | 2′    |
| 5.               | Mixtur IV  | 1 ⁄3′ |

| II Schweller [sic] C–g3 |            |      |
| 6.                      | Gedackt    | 8′   |
| 7.                      | Prästant   | 4′   |
| 8.                      | Waldflöte  | 2′   |
| 9.                      | Cymbel III | 2⁄3′ |
|                         | Tremulant  |      |

| Pedal C–f1 |               |     |
| 10.        | Subbaß        | 16′ |
| 11.        | Offenflöte    | 8′  |
| 12.        | Metallgedackt | 4′  |

- Koppeln: II/I, I/P, II/P
- Spielhilfen: zwei freie Kombinationen, Tutti